# Eigendomsvoorbehoud
Bij eigendomsvoorbehoud worden goederen geleverd, maar gaat de eigendom nog niet op de ontvanger over. Dat gebeurt pas als aan een aanvullende voorwaarde is voldaan. Indien en zolang niet aan de voorwaarde is voldaan, verkrijgt de ontvanger nog niet het eigendom. Dit laat onverlet dat de eigendom teniet kan gaan door natrekking, vermenging of zaaksvorming.

## Nederland
Eigendomsvoorbehoud is in Nederland geregeld in artikel 3:92 van het Burgerlijk Wetboek.
Bijna altijd is de aanvullende voorwaarde de betaling van de overeengekomen koopprijs. Dat betekent dat als iets "op rekening" wordt geleverd, de ontvanger pas eigenaar wordt als de rekening is betaald. Daarbij beperkt het eigendomsvoorbehoud zich niet alleen tot de goederen, ook direct met de levering samenhangende werkzaamheden moeten volledig betaald zijn om het eigendom geheel te laten overgaan, bijvoorbeeld, als een cv-ketel wordt geleverd en geplaatst onder eigendomsvoorbehoud, kan de installateur daar ook aanspraak op maken als de ketel zelf wel is betaald, maar het uurloon voor het plaatsen niet.
Dit is een mogelijkheid voor een leverancier om zich te beschermen tegen een faillissement van de koper als de goederen al wel zijn geleverd, maar de rekening nog niet is betaald. Omdat de leverancier vrijwel altijd als concurrente schuldeiser wordt aangemerkt, is de kans dat hij bij faillissement zijn geld krijgt erg klein. Door het eigendomsvoorbehoud kan de leverancier dan zijn eigendom terughalen bij de koper.
Toch is dit geen garantie: als de koper – inmiddels schuldenaar – het goed al heeft doorverkocht en de nieuwe koper is te goeder trouw geweest, dan hoeft deze de goederen niet terug te geven. Dat geldt als de nieuwe eigenaar niet wist en ook niet hoefde te weten dat de goederen onder eigendomsvoorbehoud waren geleverd. De leverancier kan dan van de schuldenaar-koper alleen een schadevergoeding dan wel betaling eisen.
Eigendomsvoorbehoud is zeer gebruikelijk in het rechtsverkeer tussen fabrikanten en winkeliers, waar een gereed product wordt geleverd aan een eindgebruiker.
De winkelier mag een artikel dat hij zelf nog niet heeft betaald, maar dat de fabrikant hem wel heeft geleverd dan aan klanten verkopen, zonder dat hij er formeel eigenaar van wordt, zodat de winkelvoorraad bij faillissement van de winkelier niet in de boedel valt, maar aan de fabrikant kan worden teruggegeven.
In de rest van de productieketen, die immers bestaat uit een proces van waardetoevoeging van grondstof naar eindproduct waarbij de output van de ene schakel de input van de volgende is, is het eigendomsvoorbehoud niet of nauwelijks effectief. Door natrekking, vermenging of zaaksvorming kan het eigendom tenietgaan, zodat het eigendomsvoorbehoud zijn waarde verliest. Bijvoorbeeld een fietsbel die op een fiets wordt gemonteerd (natrekking), benzine die in een niet-lege voorraadtank wordt gelost (vermenging), de bakstenen en andere bouwmaterialen waarmee wordt gebouwd (zaaksvorming). Ook een harddisk die in een pc wordt gemonteerd is vanaf dat moment een onderdeel van die pc (zaaksvorming en/of natrekking).

## België
In België zit de wetgeving iets anders in elkaar. De begrippen natrekking en zaaksvorming kunnen in de praktijk iets anders uitpakken. De gemonteerde cv-ketel is in België door incorporatie in een onroerend goed ook onroerend van aard geworden, zodat de verkoper dit goed niet terug in bezit kan nemen.